# Cum Ecclesia
Mit der Apostolischen Konstitution Cum Ecclesia (lateinisches Incipit; deutsch „mit der Kirche“) vom 2. März 1968 ordnet Papst Paul VI. eine Umstrukturierung des Erzbistums Miami (Miamiensis) an. Zum Erzbistum Miami gehörten bereits die Suffragandiözesen Pensacola-Tallahassee und Saint Augustine (S. Augustini). Mit dieser Verordnung wurden die Diözesen Orlando (Florida) (Orlandensis) und Saint Petersburg gegründet und als Suffraganbistümer dem Erzbistum Miami zugeteilt.
1984 folgten mit den Gründungen der Bistümer Palm Beach und Venice (Florida) zwei weitere Diözesen.